# مينكشي
مينكشي (بالإنجليزية: Meenakshi)‏، هي إلهة هندوسية، والإله الوصائي على مادوراي وتعتبر أفاتار للإلهة بارفاتي أو دورجا. وهي القرينة الإلهية لسوندارافارار، أحد أشكال شيفا. ذكرت في الأدب لكونها أميرة أو ملكة لمملكة بانديا القديمة في مادوراي، حيث أُلِّهَت لاحقًا.